# Shevat
Shevat o Shvat (שְׁבָט; del acadio Šabātu "la lluvia que golpea", por la fuerza de las lluvias de este mes, las últimas del periodo invernal boreal), es el quinto mes del calendario hebreo moderno, y es el undécimo mes según el ordenamiento de los meses en la Biblia, que comienza por Nisán, en conmemoración de la salida de los hebreos de la esclavitud en Egipto.
El nombre otorgado al mes de Shevat en la Biblia es simplemente "el undécimo mes", siguiendo la numeración ordinal, al igual que el resto de los meses del año hebreo en la Torá: "El año cuarenta, el día uno del undécimo mes, habló Moisés a los israelitas exponiendo todo cuanto YHVH la había mandado respecto a ellos" (Deuteronomio 1:3).
Su nombre actual, Shevat, tiene sus orígenes en los nombres de los meses de la antigua Babilonia, provenientes del idioma acadio, y de aquí fueron adoptados por los judíos allí desterrados entre 586 a. C. y 536 a. C., luego de haber sido llevados al exilio por el rey Nabucodonosor II. Shevat figura ya con su nuevo nombre babilónico en la Biblia, tan solo una vez: "el mes undécimo, que es el mes de Shevat" (Zacarias 1:7).
Shevat cuenta siempre con 30 días, y es un mes del invierno (boreal), paralelo a los meses gregorianos de enero y febrero, según el año. Su signo del Zodiaco es acuario, por ser la culminación de la época de las lluvias y del flujo abundante de los ríos y las fuentes de agua.

## Período
Durante los años 5761–5860 del calendario hebreo, Shevat ocurre entre los siguientes períodos del calendario gregoriano:
| Duración de los años | Comienzo de Shevat          | Fin de Shevat               |
| -------------------- | --------------------------- | --------------------------- |
| 353 días             | 11 de enero–30 de enero     | 10 de febrero–28 de febrero |
| 354 días             | 11 de enero–30 de enero     | 10 de febrero–1º de marzo   |
| 355 días             | 12 de enero–31 de enero     | 11 de febrero–1º de marzo   |
| 383 días             | 31 de diciembre–10 de enero | 30 de enero–9 de febrero    |
| 384 días             | 2 de enero–10 de enero      | 1º de febrero–9 de febrero  |
| 385 días             | 1º de enero–11 de enero     | 31 de enero–10 de febrero   |

## Festividades judías en Shevat
- Tu Bishvat, "El año nuevo de los árboles" - el 15 de Shevat, fecha en que el calendario hebreo establece una de las cuatro "cabezas de año" con que cuenta dicho calendario: la que señala y se regocija con el revivir primaveral de árboles y plantas, luego del letargo invernal.